# Alternative Dispute Resolution
Alternative Dispute Resolution (ADR) bezeichnet zum staatlichen Gerichtsverfahren alternative Streitbeilegungsmethoden.
Eine einheitliche Definition gibt es nicht. Meist wird der Begriff gebraucht für strukturierte Streitbeilegungsmethoden, bei denen mit Hilfe einer Drittperson ein Ergebnis gefunden wird. Dieses muss aber nicht rechtlich bindend sein. ADR enthält damit ein breites Spektrum an Methoden, von strukturierten Verhandlungen bis hin zu rechtlich bindender Schiedsgerichtsbarkeit.
Mit ADR will man der eingeschränkten Flexibilität und den teilweise hohen Kosten eines staatlichen Gerichtsprozesses begegnen, zu einem von den Parteien als gerechter empfundenen Ergebnis kommen und Rechtsfrieden herstellen. Flexibilität und Verfahrensgerechtigkeit haben auch dazu geführt, ADR-Verfahren in das Gerichtsverfahren zu integrieren oder Wege aus dem gerichtlichen Verfahren hin zu ADR zu weisen (Multi-Door-Courthouse, Güterichter, gerichtsnahe Mediation), um in jedem Einzelfall das angemessene Verfahren zu finden.
Seit den 2000er Jahren wird auch von Appropriate Dispute Resolution gesprochen.

## Geschichte
Streitbeilegung ohne Beteiligung staatlicher Gerichte hat eine lange Historie bis zurück in die Antike.
Die moderne ADR-Bewegung begann in den frühen 1970ern in den USA. Man begann nach Alternativen zum staatlichen Gerichtsverfahren zu suchen, um Zeit und Kosten sparen zu können. Ein großer Schritt wurde 1976 getan, als die Conference on the Causes of Popular Dissatisfaction with the Administration of Justice (sog. Pound Conference) in Saint Paul, Minnesota, gegründet wurde. Akademiker, Gerichtsmitarbeiter und Anwälte taten sich zusammen, um nach neuen Wegen der Streitbeilegung zu suchen.

## Arten von ADR
Praktisch wichtige alternative Streitbeilegungsmethoden sind die Mediation und die Schiedsgerichtsbarkeit. Daneben zählt auch das Schlichtungsverfahren dazu. In jüngerer Zeit werden kombinierte Verfahrensmodelle aus Mediation und Schlichtung entworfen (sog. MedArb). In der Bauwirtschaft wird zunehmend auf vertraglicher Grundlage die sog. Adjudication zur schnellen Konfliktbeilegung bei Streitigkeiten während der Errichtung von Bauwerken praktiziert, bei denen ein sachverständiger Dritter eine vorläufig bindende Entscheidung trifft.
Der wesentliche Unterschied ist, dass im Verfahren der Mediation oder Schlichtung die streitbeteiligten Parteien selbst mit Unterstützung des Mediators oder Schlichters eine Konfliktlösung erarbeiten, während im Schiedsgerichtsverfahren und der Adjudication ein nicht streitbeteiligter Dritter den Konflikt für die Parteien entscheidet.

## Europäisches Recht
Die ADR-Richtlinie (ADR-RL) und die ODR-Verordnung (ODR-VO) machen bestimmte Vorgaben für die alternative Streitbeilegung. Die ADR-RL verpflichtet die Mitgliedstaaten, Verbrauchern für bestimmte Streitigkeiten mit Unternehmern den Zugang zu Verfahren der alternativen Streitbeilegung (AS-Verfahren) zu erleichtern (Art. 5 Abs. 1 ADR-RL). Die ODR-VO sieht dazu die Errichtung einer Europäischen Plattform zur Online-Streitbeilegung (OS-Plattform) vor.
Das Verbraucherstreitbeilegungsgesetz (VSBG) regelt in Deutschland die alternativen Streitbeilegungsstellen (AS-Stellen) und deren Verfahren. Die nach der ODR-VO geschaffene OS-Plattform ist eine interaktive Website und leitet eine Beschwerde im Streitfall an die zuständige AS-Stelle weiter (Art. 9 Abs. 6 ODR-VO). Die OS-Plattform stellt insofern eine zentrale Anlaufstelle für Verbraucher und Unternehmer dar (Art. 5 Abs. 2 ODR-VO).
Die Verbraucherschlichtungsstelle nach dem VSBG ist in Deutschland die Stelle für alternative Streitbeilegung im Sinne der ODR-VO (§ 39 VSBG).

## Nationale Bestimmungen

### Deutschland
- Mediationsgesetz
- Verbraucherstreitbeilegungsgesetz
- 10. Buch der Zivilprozessordnung (zur Schiedsgerichtsbarkeit)

### Österreich
- Alternative-Streitbeilegung-Gesetz

### Schweiz
- Art. 197 ff. Zivilprozessordnung (Schlichtungsversuch)[11]

### Liechtenstein
- Alternative-Streitbeilegung-Gesetz